# Castel d’Ario
Castel d’Ario – miejscowość i gmina we Włoszech, w regionie Lombardia, w prowincji Mantua.
Według danych na rok 2004 gminę zamieszkiwały 4224 osoby, 192 os./km².